# Бродет
Бродет или брудет је рибљи паприкаш који се прави у хрватским крајевима Далмације, Кварнера, Истре, као и дуж црногорског приморја. Бродето је препознатљиво јело готово свих италијанских приморских градова на Јадрану (познати су рибљи паприкаши из Венецијанске лагуне, Ромање, Марке, Абруца, и Молизеа). Састоји се од неколико врста рибе динстаних са зачинима, поврћем и црвеним или белим вином, или чак сирћетом. Најважнији аспект бродета је његова једноставност припреме и чињеница да се обично припрема у једном лонцу. Обично се служи са палентом или препеченим хлебом, који упија рибљу чорбу, док се у другим рецептима служи уз кромпир или хлеб. Бродето може значајно да варира у стилу, саставу и укусу, у зависности од врсте састојака и стилова кувања који се користе.

## Историја
Настало је као сиромашно јело јадранских рибара који су користили улов који је због лошег квалитета или величине рибе, а користило се и када је рибе било премало.
Варијације се могу наћи у две главне традиције: у Венету и Ромањи названи луцерна и пуцола, у Марћеу је замењен са ковачем. Међутим, свака јадранска земља има своје мале варијације.
Користе се многе врсте рибе, најмање девет/десет, које варирају у зависности од годишњег доба: сипа, барбун, лист, грдобина мркуља, бакалар, ража, лигње, ракови, шкољке, дагње и др.

## Припрема
У већој шерпи на маслиновом уљу продинста се сецкани лук или лук и бели лук и остави да се зачини на лаганој ватри додавањем рибље чорбе, соли и бибера.
Затим се риба (понекад побрашњена) ставља у слојеве, остављајући најнежније за крај. Касније се додаје, у једнаким деловима, врела вода и вино или сирће и кува се на умереној ватри 15-18 минута. Затим се кришке препеченог хлеба ређају на тањире и порције сипају бујоном док не буду потпуно покривене.